# Corticotropin-like intermediate peptide
| POMC  |       |      |               |               |               |               |
|       |       |      |               |               |               |               |
| γ-MSH | ACTH  | ACTH | β-lipotropine | β-lipotropine | β-lipotropine | β-lipotropine |
|       |       |      |               |               |               |               |
|       | α-MSH | CLIP | γ-lipotropine | γ-lipotropine | β-endorfine   |               |
|       |       |      |               |               |               |               |
|       |       |      |               | β-MSH         |               |               |

Corticotropin-like intermediate peptide

Het corticotropin-like intermediate peptide (CLIP) ook bekend als corticotropinefragment 18-39 (ACTH(18-39)), is een natuurlijk voorkomend, endogeen neuropeptide met een structuur van 22 peptiden en de aminozuursequentie Arg-Pro-Val-Lys-Val-Tyr-Pro-Asn-Gly-Ala-Glu-Asp-Glu-Ser-Ala-Glu-Ala-Phe-Pro-Leu-Glu-Phe. CLIP wordt gegenereerd als een proteolytisch splitsingsproduct van corticotropine (ACTH),  dat op zijn beurt een splitsingsproduct is van pro-opiomelanocortine (POMC). De fysiologische rol ervan is onderzocht in verschillende weefsels, met name in het centrale zenuwstelsel.
Er is voorgesteld dat het functioneert als een insulinesecretagoog in de alvleesklier.